# Centro Universitário Católico do Sudoeste do Paraná
O Centro Universitário Católico do Sudoeste do Paraná (UNICS) foi uma instituição privada de ensino superior que funcionou no município de Palmas, no Paraná. Foi federalizado em 2009 e passou a ser um campus do Instituto Federal do Paraná (IFPR).